# Fédération Internationale des Associations de Footballeurs Professionnels
La Fédération Internationale des Associations de Footballeurs Professionnels (it. Federazione internazionale dei calciatori professionisti), meglio nota con l'acronimo di FIFPro, è la federazione internazionale dei calciatori professionisti. Ha sede a Hoofddorp, nei Paesi Bassi.
La prima riunione si svolse il 15 dicembre 1965 quando i rappresentanti delle associazioni dei calciatori francesi, scozzesi, inglesi, italiani e olandesi si incontrarono a Parigi, con l'obiettivo di costituire insieme una federazione internazionale dei calciatori. Nel giugno del 1966, in prossimità del Mondiale, si tenne a Londra il primo congresso della FIFPro, durante il quale si ratificò lo Statuto e si definirono con precisione le sue finalità. Il 20 febbraio 1968 la FIFPro fu ufficialmente riconosciuta, in conformità alla legislazione francese, come associazione internazionale con l'obiettivo di tutelare i diritti dei calciatori professionisti di tutto il mondo.
Una successiva riforma statutaria fu decisa durante il congresso di Zurigo del 16 febbraio 1994. Dopo la sentenza Bosman del 1995 la FIFPro è stata accettata dall'UEFA e dalla FIFA come rappresentante dei calciatori. Dopo il 1998 anche la Commissione Europea ha riconosciuto ufficialmente la FIFPro.

## World Player of the Year
| Anno | Calciatore        | Club           |
| ---- | ----------------- | -------------- |
| 2005 | Ronaldinho        | Barcellona     |
| 2006 | Ronaldinho        | Barcellona     |
| 2007 | Kaká              | Milan          |
| 2008 | Cristiano Ronaldo | Manchester Utd |

La FIFPro ha assegnato il premio dal 2005 al 2008; nel 2009 si fuse con il FIFA World Player of the Year (successivamente confluito nel Pallone d'oro FIFA a partire dal 2010).

## FIFPro Young Player of the Year
| Season | Player       | Team           |
| ------ | ------------ | -------------- |
| 2005   | Wayne Rooney | Manchester Utd |
| 2006   | Lionel Messi | Barcellona     |
| 2007   | Lionel Messi | Barcellona     |
| 2008   | Lionel Messi | Barcellona     |

La FIFPro ha assegnato il premio dal 2005 al 2008, successivamente il riconoscimento è stato soppresso.